# Finland op het Eurovisiesongfestival 2015
Finland nam deel aan het Eurovisiesongfestival 2015 in Wenen, Oostenrijk. Het was de 49ste deelname van het land op het Eurovisiesongfestival. Yle was verantwoordelijk voor de Finse bijdrage voor de editie van 2015.
Het Finse nummer is het kortste nummer op het Eurovisiesongfestival ooit, het nummer duurt nog geen 1,5 minuut.

## Selectieprocedure
Op 26 mei 2014, amper twee weken na afloop van het Eurovisiesongfestival 2014, maakte de Finse openbare omroep bekend te zullen deelnemen aan de komende editie van het Eurovisiesongfestival. Uuden Musiikin Kilpailu zou opnieuw dienstdoen als nationale voorronde. Yle gaf componisten en tekstschrijvers van 1 tot 8 september de tijd om inzendingen naar de omroep te sturen. Enkel inwoners van Finland mochten deelnemen, maar deze mochten wel samenwerken met buitenlanders.
Er streden achttien acts voor het Finse ticket naar Wenen, oftewel zes meer dan in 2014. Er werden drie halve finales georganiseerd, waarin telkens zes artiesten het tegen elkaar opnamen. De televoters mochten telkens autonoom beslissen welke drie artiesten door mochten naar de finale. In de grote finale traden aldus negen artiesten aan. Ook hier koos het publiek, gecombineerd met de stemmen van een jury bestaande uit verschillende sectoren van de Finse samenleving, wie er de winnaar werd van Uuden Musiikin Kilpailu 2015.
Op 13 januari 2015 werden de namen van de deelnemende artiesten vrijgegeven. Rakel Liekki en Roope Salminen presenteerden de shows. Pertti Kurikan Nimipäivät, een band bestaande uit personen met het syndroom van Down, won de Finse voorronde.

## Uuden Musiikin Kilpailu 2015

### Eerste halve finale
7 februari 2015
| Volgorde | Artiest                   | Lied                   |
| -------- | ------------------------- | ---------------------- |
| 1        | Hans on the Bass          | Loveshine              |
| 2        | Norlan El Misionario      | No voy a llorar por ti |
| 3        | Pertti Kurikan Nimipäivät | Aina mun pitää         |
| 4        | Pihka & Myrsky            | Sydän ei nuku          |
| 5        | Satin Circus              | Crossroads             |
| 6        | Vilikasper Kanth          | Äänen kantamattomiin   |

### Tweede halve finale
14 februari 2015
| Volgorde | Artiest      | Lied             |
| -------- | ------------ | ---------------- |
| 1        | Eeverest     | Love it all away |
| 2        | Jouni Aslak  | Lions and lambs  |
| 3        | Opera Skaala | Heart of light   |
| 4        | Otto Ivar    | Truth or dare    |
| 5        | Shava        | Ostarilla        |
| 6        | Siru         | Mustelmat        |

### Derde halve finale
21 februari 2015
| Volgorde | Artiest         | Lied                          |
| -------- | --------------- | ----------------------------- |
| 1        | Solju           | Hold your colours             |
| 2        | Aikuinen        | Kyynelten lahti               |
| 3        | Ida Bois        | Kumbaya                       |
| 4        | Järjestyshäiriö | Särkyneiden sydänten kulmilla |
| 5        | Angelo de Nile  | All for victory               |
| 6        | Heidi Pakarinen | Bon voyage                    |

### Finale
28 februari 2015
| Volgorde | Artiest                   | Lied                          | Percentage | Plaats |
| -------- | ------------------------- | ----------------------------- | ---------- | ------ |
| 1        | Shava                     | Ostarilla                     | 3,4%       | 8      |
| 2        | Satin Circus              | Crossroads                    | 26,3%      | 2      |
| 3        | Solju                     | Hold Your Colours             | 6,3%       | 4      |
| 4        | Järjestyshäiriö           | Särkyneiden sydänten kulmilla | 3,3%       | 9      |
| 5        | Norlan El Misionario      | No voy a llorar por ti        | 4,1%       | 7      |
| 6        | Opera Skaala              | Heart of Light                | 8,3%       | 4      |
| 7        | Jouni Aslak               | Lions & Lambs                 | 4,4%       | 6      |
| 8        | Pertti Kurikan Nimipäivät | Aina mun pitää                | 37,4%      | 1      |
| 9        | Angelo De Nile            | All For Victory               | 6,6%       | 5      |

## In Wenen

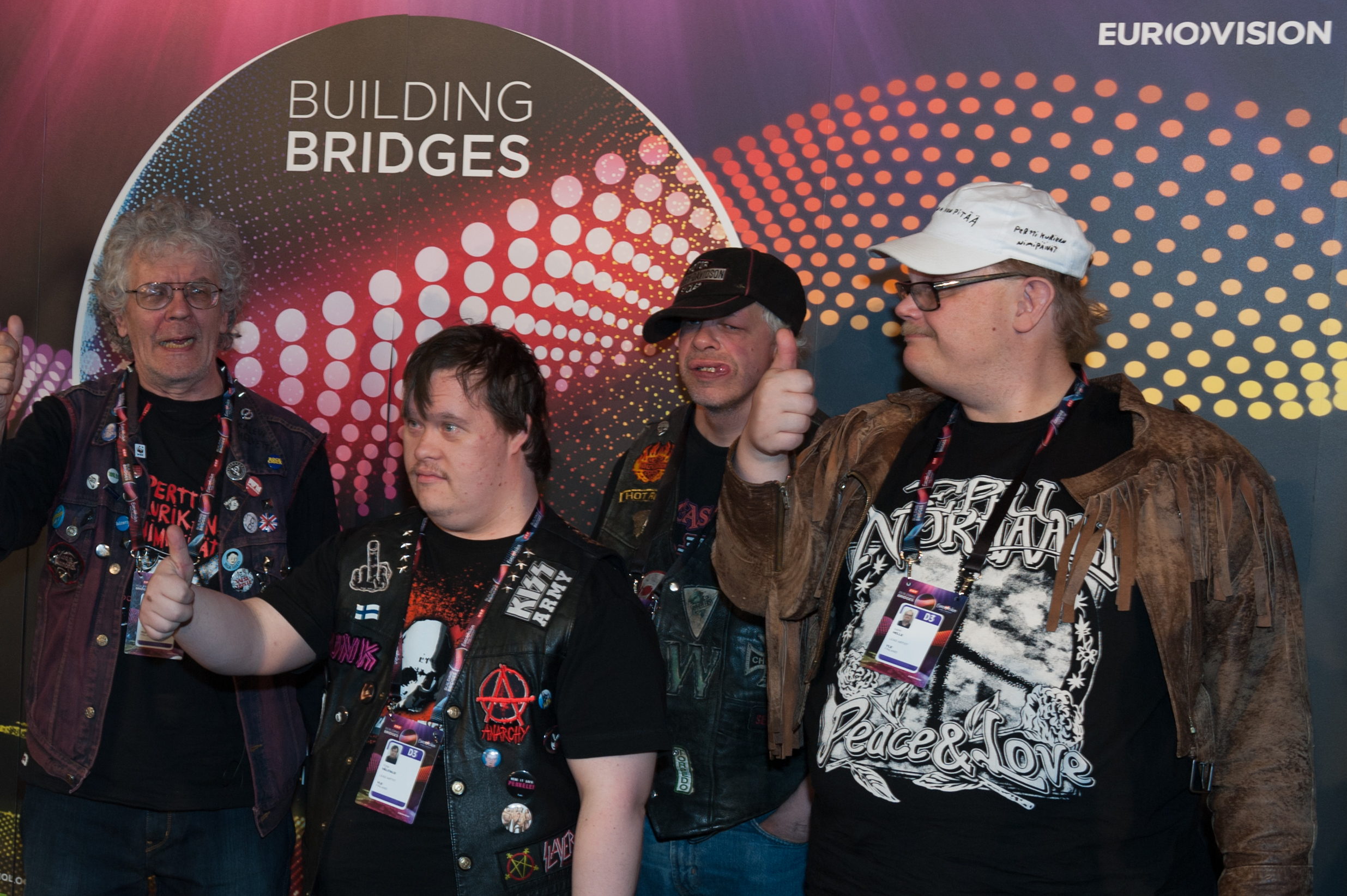
Pertti Kurikan Nimipäivät op het songfestival

Finland trad in Wenen in de eerste halve finale op dinsdag 19 mei aan. Pertti Kurikan Nimipäivät trad als vijfde van de zestien landen aan, na Trijntje Oosterhuis uit Nederland en voor Maria Elena Kiriakou uit Griekenland. Finland eindigde op de zestiende en laatste plaats met 13 punten, waarmee het uitgeschakeld werd. Het was voor de tiende keer in de geschiedenis dat Finland als laatste eindigde.